# Folklore (테일러 스위프트의 음반)
《Folklore》(모두 소문자로 표기함)는 미국의 싱어송라이터인 테일러 스위프트의 여덟 번째 정규 음반이다. 발매 16시간 전에 발매 사실을 발표한 서프라이즈 음반으로, 2020년 7월 24일 리퍼블릭 레코드를 통해 2019년에 발표한 전작인 《Lover》로부터 11달 뒤에 발매하였다.
장르는 인디 포크, 얼터너티브 록, 일렉트로포크, 그리고 챔버 팝으로, 《Folklore》는 스위프트의 전작에 드러나는 흥겨운 업비트 팝 사운드를 떠나 더 내셔널의 아론 데스너와 펀과 블리처스의 잭 안토노프의 프로듀싱 하에 피아노와 기타로 만들어지는 감미로운 곡이라는 특성을 지니고 있다. 코로나19 범유행 당시 격리를 하는 동안에 음반을 작업 및 녹음하였고, 스위프트는 이 음반에 "의식의 흐름처럼 흘러가는 노래와 이야기들의 모음"이라고 표현하였는데, 이는 자기성찰과 현실 도피를 3인칭의 시각으로 세세하게 보여주는 생생한 스토리텔링이 이번 음반의 콘셉트라는 것을 보여준다. 스위프트는 또한 《folklore》에서 촌스럽고 시골에서 나올 법한 미학을 넣었다고 말하였다.
《folklore》는 발매 이후 편안하고 감정적인 분위기, 그리고 서정적인 가사가 잘 드러나면서 평단으로부터 찬사를 받았다. 음악 평론가들은 이 음반이 스위프트가 평상시 노래하는 스타일에 대해 인디 장르를 추가해 실험하는 과감한 시도라고 언급하였다. 스포티파이에서는 여성 음악가의 음반 중 24시간 동안 가장 많이 스트리밍된 음반으로 기네스 세계 기록에 등재되기도 하였다. 리퍼블릭 레코드에 따르면, 《Folklore》는 세계적으로 첫 주에 200만 장이 판매되었으며, 그중 130만 장이 첫 날에 팔렸다고 한다. 그리고 호주, 캐나다, 벨기에, 아일랜드, 뉴질랜드, 스위스, 영국, 그리고 다른 여러 곳에서 1위를 차지하였다.
빌보드 200 차트에서 1위로 데뷔한 《Folklore》는 스위프트에게 미국에서 7주 연속 음반 차트 1위라는 것과 2020년에 가장 많이 팔린 음반이라는 타이틀을 달게 해주었다. 총 8주간 차트에서 1위를 지키면서 2017년부터 2020년까지 가장 오랫동안 1위를 차지한 음반이 되었다. 또한 빌보드 핫 100에서도 수록곡 16곡 모두 진입하였다. 그중에서는 10위 내에 3곡이 있었으며, 리드 싱글 〈Cardigan〉이 1위로 데뷔하면서 스위프트의 노래 중 미국 차트에서 1위를 차지한 6번째 노래라는 것과 처음으로 빌보드 200차트와 핫 100차트 모두 동시에 1위를 차지하는 기염을 토하였다. 〈The 1〉은 4위, 본 이베어와 듀엣으로 부른 〈Exile〉은 6위가 되었으며, 이 세 곡은 호주, 캐나다, 아일랜드, 말레이시아, 뉴질랜드, 영국 등의 국가 차트에서 10위권 내에 들었다.
제63회 그래미 어워드(2021년) 올해의 앨범상 수상 음반이다.

## 배경
2020년 7월 23일, 스위프트는 자신의 인스타그램 계정에 아무런 말도 쓰여있지 않은 9개의 사진을 올렸다. 9분할 되어 있는 것을 올린 이 사진은 스위프트가 숲 속에 홀로 서 있는 사진이었다. 이후, 스위프트는 자신의 모든 SNS 계정에 자신의 여덟 번째 정규 음반이 자정에 발매될 것이라고 발표하였고, 이어 "내가 올 여름에 계획하였던 대부분의 일들이 결국은 일어나지 않았지만, 내가 계획하지 않았던 일이 일어났다. 그리고 그것이 바로 내 여덟 번째 정규 음반인 《Folklore》이다"라는 말을 추가로 언급하였다.

## 평가
| 총 점수                   | 총 점수 |
| 출처                      | 점수    |
| ------------------------- | ------- |
| AnyDecentMusic?           | 8.5/10  |
| 메타크리틱                | 88/100  |
| 평가 점수                 |         |
| 출처                      | 점수    |
| AllMusic                  | [ 3 ]   |
| And It Don't Stop         | B+      |
| Chicago Tribune           | [ 5 ]   |
| The Daily Telegraph       | [ 6 ]   |
| Entertainment Weekly      | A       |
| The Guardian              | [ 8 ]   |
| NME                       | [ 9 ]   |
| Pitchfork                 | 8.0/10  |
| Rolling Stone             | [ 11 ]  |
| The Sydney Morning Herald | [ 12 ]  |

《folklore》는 음악 평론가들로부터 찬사를 받았다. 주요 출판사가 매긴 점수를 100점 만점으로 하여 평균화하여 수치를 매기는 평론 사이트인 메타크리틱에서는 총 27개의 리뷰를 통하여 88점이라는 전반적인 극찬(universal acclaim)이 나왔고, 또한 이는 스위프트의 음반 중에서는 가장 높은 점수를 받은 음반이 되기도 하였다.

## 트랙 리스트
크레딧은 음반의 라이너 노트에서 발췌하였다.
| #            | 제목                                | 작사·작곡                          | 프로듀서                 | 재생 시간 |
| ------------ | ----------------------------------- | ---------------------------------- | ------------------------ | --------- |
| 1.           | 〈The 1〉                           | 테일러 스위프트 아론 데스너        | 데스너                   | 3:30      |
| 2.           | 〈Cardigan〉                        | 스위프트 데스너                    | 데스너                   | 3:59      |
| 3.           | 〈The Last Great American Dynasty〉 | 스위프트 데스너                    | 데스너                   | 3:51      |
| 4.           | 〈Exile〉 (ft. 본 이베어)           | 스위프트 윌리엄 보어리 저스틴 버논 | 데스너                   | 4:45      |
| 5.           | 〈My Tears Ricochet〉               | 스위프트                           | 잭 안토노프 스위프트     | 4:15      |
| 6.           | 〈Mirrorball〉                      | 스위프트 안토노프                  | 안토노프 스위프트        | 3:29      |
| 7.           | 〈Seven〉                           | 스위프트 데스너                    | 데스너                   | 3:28      |
| 8.           | 〈August〉                          | 스위프트 안토노프                  | 안토노프 스위프트        | 4:21      |
| 9.           | 〈This Is Me Trying〉               | 스위프트 안토노프                  | 안토노프 스위프트        | 3:15      |
| 10.          | 〈Illicit Affairs〉                 | 스위프트 안토노프                  | 안토노프 스위프트        | 3:10      |
| 11.          | 〈Mad Woman〉                       | 스위프트 데스너                    | 데스너                   | 4:12      |
| 12.          | 〈Invisible String〉                | 스위프트 데스너                    | 데스너                   | 3:57      |
| 13.          | 〈Epiphany〉                        | 스위프트 데스너                    | 데스너                   | 4:49      |
| 14.          | 〈Betty〉                           | 스위프트 보어리                    | 데스너 안토노프 스위프트 | 4:54      |
| 15.          | 〈Peace〉                           | 스위프트 데스너                    | 데스너                   | 3:54      |
| 16.          | 〈Hoax〉                            | 스위프트 데스너                    | 데스너                   | 3:40      |
| 총 재생 시간 | 총 재생 시간                        | 총 재생 시간                       | 총 재생 시간             | 63:29     |

| #            | 제목          | 작사·작곡         | 프로듀서          | 재생 시간 |
| ------------ | ------------- | ----------------- | ----------------- | --------- |
| 17.          | 〈The Lakes〉 | 스위프트 안토노프 | 안토노프 스위프트 | 3:32      |
| 총 재생 시간 | 총 재생 시간  | 총 재생 시간      | 총 재생 시간      | 67:01     |

| #   | 제목                                              | 감독     | 재생 시간 |
| --- | ------------------------------------------------- | -------- | --------- |
| 1.  | 〈Cardigan〉 (뮤직 비디오)                        | 스위프트 | 4:35      |
| 2.  | 〈The 1〉 (가사 비디오)                           |          | 3:32      |
| 3.  | 〈Cardigan〉 (가사 비디오)                        |          | 4:01      |
| 4.  | 〈The Last Great American Dynasty〉 (가사 비디오) |          | 3:52      |
| 5.  | 〈Exile〉 (가사 비디오)                           |          | 4:47      |
| 6.  | 〈My Tears Ricochet〉 (가사 비디오)               |          | 4:17      |
| 7.  | 〈Mirrorball〉 (가사 비디오)                      |          | 3:30      |
| 8.  | 〈Seven〉 (가사 비디오)                           |          | 3:30      |
| 9.  | 〈August〉 (가사 비디오)                          |          | 4:24      |
| 10. | 〈This Is Me Trying〉 (가사 비디오)               |          | 3:16      |
| 11. | 〈Illicit Affairs〉 (가사 비디오)                 |          | 3:12      |
| 12. | 〈Invisible String〉 (가사 비디오)                |          | 4:14      |
| 13. | 〈Mad Woman〉 (가사 비디오)                       |          | 3:59      |
| 14. | 〈Epiphany〉 (가사 비디오)                        |          | 4:51      |
| 15. | 〈Betty〉 (가사 비디오)                           |          | 4:56      |
| 16. | 〈Peace〉 (가사 비디오)                           |          | 3:55      |
| 17. | 〈Hoax〉 (가사 비디오)                            |          | 3:42      |

### 컴필레이션
| #            | 제목                      | 작사·작곡            | 프로듀서          | 재생 시간 |
| ------------ | ------------------------- | -------------------- | ----------------- | --------- |
| 1.           | 〈The Lakes〉             | 스위프트 안토노프    | 안토노프 스위프트 | 3:32      |
| 2.           | 〈Seven〉                 | 스위프트 데스너      | 데스너            | 3:28      |
| 3.           | 〈Epiphany〉              | 스위프트 데스너      | 데스너            | 4:49      |
| 4.           | 〈Cardigan〉              | 스위프트 데스너      | 데스너            | 3:59      |
| 5.           | 〈Mirrorball〉            | 스위프트 안토노프    | 안토노프 스위프트 | 3:29      |
| 6.           | 〈Exile〉 (ft. 본 이베어) | 스위프트 보어리 버논 | 데스너            | 4:45      |
| 총 재생 시간 | 총 재생 시간              | 총 재생 시간         | 총 재생 시간      | 24:02     |

| #            | 제목                      | 작사·작곡            | 프로듀서          | 재생 시간 |
| ------------ | ------------------------- | -------------------- | ----------------- | --------- |
| 1.           | 〈Exile〉 (ft. 본 이베어) | 스위프트 보어리 버논 | 데스너            | 4:45      |
| 2.           | 〈Hoax〉                  | 스위프트 데스너      | 데스너            | 3:40      |
| 3.           | 〈My Tears Ricochet〉     | 스위프트             | 안토노프 스위프트 | 4:15      |
| 4.           | 〈Illicit Affairs〉       | 스위프트 안토노프    | 안토노프 스위프트 | 3:10      |
| 5.           | 〈This Is Me Trying〉     | 스위프트 안토노프    | 안토노프 스위프트 | 3:15      |
| 6.           | 〈Mad Woman〉             | 스위프트 데스너      | 데스너            | 3:57      |
| 총 재생 시간 | 총 재생 시간              | 총 재생 시간         | 총 재생 시간      | 23:02     |

| #            | 제목                                | 작사·작곡         | 프로듀서                 | 재생 시간 |
| ------------ | ----------------------------------- | ----------------- | ------------------------ | --------- |
| 1.           | 〈The Last Great American Dynasty〉 | 스위프트 데스너   | 데스너                   | 3:50      |
| 2.           | 〈August〉                          | 스위프트 안토노프 | 안토노프 스위프트        | 4:21      |
| 3.           | 〈The 1〉                           | 스위프트 데스너   | 데스너                   | 3:30      |
| 4.           | 〈Seven〉                           | 스위프트 데스너   | 데스너                   | 3:28      |
| 5.           | 〈Peace〉                           | 스위프트 데스너   | 데스너                   | 3:54      |
| 6.           | 〈Betty〉                           | 스위프트 보어리   | 데스너 안토노프 스위프트 | 4:54      |
| 총 재생 시간 | 총 재생 시간                        | 총 재생 시간      | 총 재생 시간             | 23:57     |

| #            | 제목                                                       | 작사·작곡         | 프로듀서          | 재생 시간 |
| ------------ | ---------------------------------------------------------- | ----------------- | ----------------- | --------- |
| 1.           | 〈Betty〉 (2020년 아카데미 오브 컨트릭 뮤직 어워드 라이브) | 스위프트 보어리   | 스위프트          | 5:12      |
| 2.           | 〈The 1〉                                                  | 스위프트 데스너   | 데스너            | 3:30      |
| 3.           | 〈Mirrorball〉                                             | 스위프트 안토노프 | 스위프트 안토노프 | 3:29      |
| 4.           | 〈The Last Great American Dynasty〉                        | 스위프트 데스너   | 데스너            | 3:50      |
| 5.           | 〈Invisible String〉                                       | 스위프트 데스너   | 데스너            | 4:12      |
| 6.           | 〈Cardigan〉                                               | 스위프트 데스너   | 데스너            | 3:59      |
| 총 재생 시간 | 총 재생 시간                                               | 총 재생 시간      | 총 재생 시간      | 24:14     |

### 비고
- 모든 트랙은 소문자로 표기되어 있다.

## 인증과 판매량
| 국가                               | 인증     | 판매량/출하량 |
| ---------------------------------- | -------- | ------------- |
| 오스트레일리아 (ARIA)              | 플래티넘 | 70,000        |
| 캐나다                             | —        | 175,000       |
| 덴마크 (IFPI Danmark)              | 플래티넘 | 20,000        |
| 뉴질랜드 (RMNZ)                    | 플래티넘 | 15,000        |
| 영국 (BPI)                         | 골드     | 100,000       |
| 미국 (RIAA)                        | 플래티넘 | 1,429,000     |
| 요약                               |          |               |
| 전 세계 (IFPI)                     | —        | 2,000,000     |
| 판매량+스트리밍을 기반으로 한 인증 |          |               |

## 발매사
| 국가 | 날짜            | 포맷                     | 버전                                         | 레이블             | 출처   |
| ---- | --------------- | ------------------------ | -------------------------------------------- | ------------------ | ------ |
| 세계 | 2020년 7월 24일 | 디지털 다운로드 스트리밍 | 스탠다드                                     | 리퍼블릭           | [ 30 ] |
| 영국 | 2020년 8월 4일  | CD                       | 디럭스                                       | EMI                | [ 31 ] |
| 세계 | 2020년 8월 7일  | CD 카세트 테이프 비닐    | 디럭스                                       | 리퍼블릭           | [ 32 ] |
| 일본 | 2020년 8월 7일  | CD                       | 디럭스                                       | 유니버설 뮤직 재팬 | [ 33 ] |
| 일본 | 2020년 8월 7일  | CD DVD                   | 스페셜 에디션                                | 유니버설 뮤직 재팬 | [ 15 ] |
| 세계 | 2020년 8월 18일 | 디지털 다운로드 스트리밍 | 디럭스                                       | 리퍼블릭           | [ 14 ] |
| 세계 | 2020년 8월 21일 | 디지털 다운로드 스트리밍 | "The Escapism Chapter"                       | 리퍼블릭           | [ 17 ] |
| 세계 | 2020년 8월 24일 | 디지털 다운로드 스트리밍 | "The Sleepless Nights Chapter"               | 리퍼블릭           | [ 18 ] |
| 세계 | 2020년 8월 27일 | 디지털 다운로드 스트리밍 | "The Saltbox House Chapter"                  | 리퍼블릭           | [ 19 ] |
| 세계 | 2020년 9월 21일 | 디지털 다운로드 스트리밍 | "The Yeah I Showed Up at Your Party Chapter" | 리퍼블릭           | [ 20 ] |